# Browser mobile
Un browser mobile, chiamato anche un microbrowser, minibrowser o browser Internet wireless (WIB), è un browser progettato per essere utilizzato su un dispositivo mobile come un telefono cellulare, PDA o smartphone. Browser per dispositivi mobili sono ottimizzati in modo da visualizzare contenuti Web, in modo più efficace per schermi di piccole dimensioni su dispositivi portatili. Il software browser mobile devono essere piccoli ed efficienti per accogliere la bassa capacità di memoria, hardware e bassa larghezza di banda di dispositivi palmari wireless. Di solito erano con funzionalità ridotta rispetto ai classici browser web, ma a partire dal 2006 alcuni browser per dispositivi mobili sono in grado di gestire le tecnologie più recenti come CSS 2.1, JavaScript e AJAX.
Siti web progettati per l'accesso da questi browser sono indicati come portali wireless o collettivamente come il Web Mobile. Essi possono creare automaticamente la versione "mobile" di ogni pagina.

## Storia
Il primo browser mobile per un PDA è stato il STNC HitchHiker del Psion Serie 3 del 1991, seguito dal PocketWeb per il Newton di Apple, creato Teco nel 1994, seguita dalla NetHopper, che è stato il primo prodotto commerciale, messo in commercio nell'agosto del 1996. La cosiddetta tecnologia microbrowser basata sul WAP è stata usata da NTTDocomo per la piattaforma i-mode e dal software Openwave per l'HDML alimentando la prima ondata di interesse nei servizi di dati wireless. Una delle prime implementazione di un microbrowser su un telefono cellulare si ha nel 1997 quando Unwired Planet (più tardi diventerà Openwave) mettere la loro "UP.Browser" su AT&T telefoni per dare agli utenti l'accesso ai contenuti HDML.
Una società inglese, la STNC Ltd., ha sviluppato un microbrowser (HitchHiker) nel 1997 che aveva lo scopo di presentare l'intera interfaccia utente integrata nel dispositivo mobile. La piattaforma di dimostrazione usata per questo microbrowser (Webwalker) aveva una potenza di elaborazione totale pari a 1 MIPS. Si trattava di una piattaforma single core, in esecuzione lo stack GSM sul processore stesso, come applicazione stack. Nel 1999 STNC è stata acquisita da Microsoft e Hitchhiker divenne Microsoft Mobile Explorer 2.0, non legate alla primitiva Microsoft Mobile Explorer 1.0. Hitchhiker si tratta di uno dei primi microbrowser con un modello unificato di rendering, la gestione HTML e WAP con ECMAScript, WMLScript, POP3 e IMAP in un unico client. Anche se non è stato utilizzato, è stato possibile combinare HTML e WAP nelle stesse pagine, anche se ciò renderebbe le pagine non valide per qualsiasi altro dispositivo. Mobili Explorer 2.0 era disponibile sul Benefon Q, Sony CMD-Z5, CMD-J5, CMD-MZ5, CMD-J6, CMD-Z7, CMD-J7 e CMD-J70. Con l'aggiunta di un kernel di messaggistica e di un modello di driver, questo era abbastanza potente da essere il sistema operativo per alcuni dispositivi embedded. Un tale dispositivo è stata la Amstrad. Questo codice ha costituito la base per l'MME3.
Nel 2001 è stato pubblicato il Mobile Explorer 3.0 aggiungendo la compatibilità iMode (C-HTML) più numerosi schemi proprietari. Combinando questi schemi proprietari con i protocolli WAP, l'MME3.0 ha implementato la sincronizzazione OTA del database, e-mail push, push ai clienti informazioni (non diversamente da una 'schermata Oggi') e funzionalità PIM. Sebbene il mobile Explorer è stato uno dei primi browser per cellulari, lo sviluppo è stato interrotto nel 2002. Un freeware (anche se poi shareware) browser per PalmOS è stato Palmscape, scritto nel 1998 da Kazuho Oku in Giappone. Sempre nel 2002, Palm, Inc. ha offerto Pro Web su PDA Tungsten basa su un browser di Novarra. Opera Software ha aperto la strada con le sue piccole tecnologie Screen Rendering (SSR) e Screen Rendering Media (MSR). Il browser web Opera è in grado di riformattare le pagine web regolari per il massimo comfort su schermi di piccole e medie dimensioni (PDA). Fu anche il primo browser mobile ampiamente disponibile a supportare Ajax e il primo browser mobile a superare il test Acid2.

## Tecnologia di base
Il browser mobile di solito si connette tramite rete cellulare, o sempre tramite Wireless LAN, utilizzando il protocollo HTTP standard su TCP/IP e visualizza le pagine Web scritte in HTML, XHTML Mobile Profile (WAP 2.0), o WML (che si sviluppò dal HDML). WML e HDML sono dei formati ridotti adatti per la trasmissione su banda limitata, e connessione dati chiamata WAP. In Giappone, DoCoMo ha definito il servizio i-mode basata su i-mode HTML, che è un'estensione del Compact HTML (C-HTML), un sottoinsieme di semplice HTML.
WAP 2.0 specifica XHTML Mobile Profile Plus WAP CSS, sottoinsiemi degli standard W3C XHTML e CSS con minori estensioni mobili. Più recenti sono i microbrowser capaci di fare le stesse funzioni dei classici browser Web, compatibili con HTML, CSS, ECMAScript, così come le tecnologie mobili come WML, i-mode HTML, o cHTML. Per accogliere piccoli schermi, usano post-interfacce WIMP.

## Diffusione dei diversi browser mobili
| Browser               | Dicembre 2008   | Dicembre 2009   | Dicembre 2010   | Dicembre 2011   | Dicembre 2012   | Dicembre 2013   | Dicembre 2014   |
| --------------------- | --------------- | --------------- | --------------- | --------------- | --------------- | --------------- | --------------- |
| Opera Mini e Mobile   | 28,87% (26,51%) | 14,74% (26,39%) | 10,95% (20,1%)  | 11,6% (24,22%)  | 7,26% (16,94%)  | 5,87% (16,34%)  | 2% (9,11%)      |
| BlackBerry            | 2,28% (4,71%)   | 7,32% (9,27%)   | 18,99% (17,84%) | 12,76% (7,53%)  | 6,58% (3,25%)   | 3,75% (3,03%)   | 0,9% (1,1%)     |
| iPhone (UIWebView)    | 24,14% (21,68%) | 34,75% (21,89%) | 34,5% (17,51%)  | 34,52% (18,41%) | 35,22% (20,64%) | 33,02% (19,65%) | 30,48% (21,94%) |
| Nokia (Nokia Browser) | 19,94% (17,96%) | 18,32% (18,98%) | 8,21% (15,68%)  | 4,76% (12,92%)  | 2,22% (9,08%)   | 1,97% (6,76%)   | 0,62% (2,83%)   |
| Android (WebView)     | ? (1,7%)        | 2,82% (4,06%)   | 13,61% (13,23%) | 26,98% (18,41%) | 38,83% (28,28%) | 35,54% (26,63%) | 21,14% (18,84%) |
| NetFront              | 1,83% (3,1%)    | 4,96% (3,35%)   | 2,05% (3,93%)   | 0,68% (3,14%)   | ? (3,7%)        | ? (2,43%)       | ? (0,86)        |

## Mobili HTML transcodificatori
I server mobili transcodificatori riformattano e comprimono i contenuti web per dispositivi mobili e deve essere utilizzato in combinazione con un microbrowser incorporato o installato dall'utente.
I seguenti sono alcuni dei Server principali che utilizzano la transcodifica mobile:
- Vision Mobile Server
- Skweezer, usato da Orange, Etisalat, JumpTap, Medio, Miva, ecc.
- Teashark
- Opera Mini